# 李宗樞
李宗枢（1497年—1544年），字子西，号石叠，陕西富平县流曲镇东川村李家堡人，明朝政治人物、诗人，书法家。

## 生平
贵州参议李恕之子。十六岁补县学生，正德十一年（1516年）丙子科第十五名举人，嘉靖二年（1523年）癸末科三甲六十二名进士。工部觀政，授山东诸城县知县，七年（1528年）三月选授試监察御史，九月實授，九年巡按直隶，外放河南颖州守备佥事，历升河南布政司参议，十七年五月升本省按察司副使，累遷河南按察使，二十一年（1542年）十二月以都察院右佥都御史、巡抚河南，二十三年卒于官。

## 著作
擅诗文书法。有《石叠文集》传世。

## 家族
金宁武将军乌古论速可之后。
曾祖李讓。祖父李文政，贈府同知。父李恕，貴州布政司左參議。母宋氏，封宜人。慈侍下。兄宗橋，義官；宗桂，医学訓科。